# Льерс (футбольный клуб)
«Льерс» (нидерл. Koninklijke Lierse Sportkring, нидерландское произношение [ˈliːrsə]) — бывший бельгийский профессиональный футбольный клуб из города Лир. Образован 6 марта 1906 года. Домашним стадионом клуба был «Херман Вандерпортенстадион», вмещающий 15 500 зрителей.

## История
«Льерс» является одним из старейших клубов Бельгии, и одним из немногих бельгийских клубов с более чем вековой историей. В настоящий момент клубом владеет египетский бизнесмен Магед Сами, владеющий также египетским спортклубом «Вади Дегла», который является партнёром лондонского «Арсенала».
В 2018 году команда была распущена, начались процедуры банкротства. Вскоре была создана команда «Льерс Кемпензонен», выступающая в Первом дивизионе Б с классической эмблемой клуба.

## Достижения
- Чемпион Бельгии (4): 1931/32, 1941/42, 1959/60, 1996/97
- Обладатель Кубка Бельгии (2): 1968/69, 1998/99
- Обладатель Суперкубка Бельгии (2): 1997, 1999

## Результаты в еврокубках
Клуб неоднократно участвовал в Лиге чемпионов УЕФА, Кубке УЕФА, Кубке обладателей кубков и Кубке Интертото.
| Турнир                        | Матчи | Поб. | Н | Пор. | ГЗ | ГП |
| ----------------------------- | ----- | ---- | - | ---- | -- | -- |
| Лига чемпионов УЕФА           | 10    | 1    | 1 | 8    | 6  | 19 |
| Кубок УЕФА                    | 18    | 5    | 3 | 10   | 28 | 28 |
| Кубок обладателей кубков УЕФА | 6     | 3    | 0 | 3    | 12 | 12 |
| Кубок Интертото               | 12    | 6    | 0 | 6    | 21 | 16 |

## Известные тренеры
- Барри Хюльсхофф
- Эрик Геретс